# 50 лет СССР (Лейлекский район)
50 лет СССР (другое название Лайли) (кирг. СССРдин 50 жылдыгы) — село в Лейлекском районе Баткенской области Кыргызстана. Входит в состав Бешкентского аильного округа.
Расположено в юго-западной части Кыргызстана.
Согласно переписи 2009 года, население села составляло 603 человека.